# Protréptico de Aristóteles

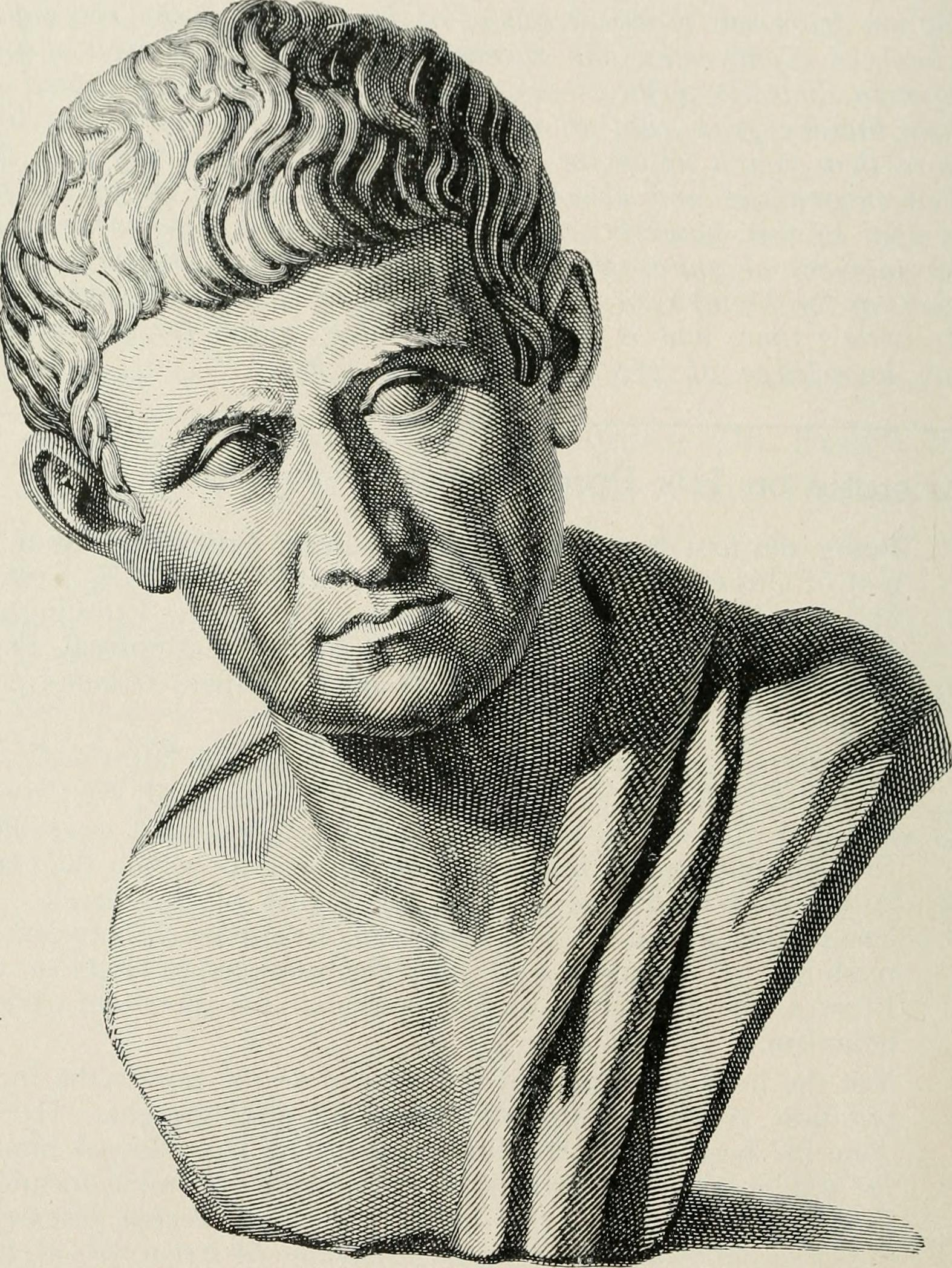
Busto de Aristóteles del palacio Spada en Roma.

El Protréptico o Exhortaciones (en griego Προτρεπτικός, en latín Protrepticus) de Aristóteles es el título de una de las obras perdidas de juventud de este filósofo. Constituye una exhortación a la filosofía, perteneciente a los textos "exotéricos" de Aristóteles dedicados a un gran público y fue posiblemente escrita cuando todavía era miembro de la Academia de Platón.
Durante la antigüedad, el Protréptico fue posiblemente el escrito más admirado e imitado de Aristóteles. A partir de la difusión de los escritos privados de Aristóteles (llamados usualmente "esotéricos"), sus obras públicas fueron cayendo en el olvido, y no han llegado íntegras a nosotros. Del Protréptico solamente tenemos los fragmentos que se han conservado en las obras de otros autores antiguos.

## Fecha de composición
El hecho de que la obra fuera dedicada a Temisón, el rey de los chipriotas, hace suponer a algunos que pudo ser escrita poco antes del año 351/350 a. C., cuando las colonias griegas en esa isla intensificaron sus relaciones con Atenas, previendo la inminente entrada en guerra contra los persas. La hipótesis se ve reforzada por el hecho de que el Protréptico parece contener una respuesta a la Antídosis de Isócrates, en la que había un ataque a la filosofía, y que fue escrita un poco antes, en el año 352 a. C. Quizá el Protréptico fue uno de los últimos escritos exotéricos.

## Influencia
Cicerón escribió un diálogo, el Hortensio, que era más o menos una paráfrasis retórica del Protéptico. En las Confesiones, San Agustín que fue precisamente esta obra ciceroniana la que causaría más admiración entre todos los estudiosos tanto de retórica como de filosofía y precisamente sitúa en ella el impulso personal que le llevó a la filosofía. El filólogo Werner Jaeger declaró: "En el Protréptico encontramos al hombre que aprendió a ver el mundo con los ojos de Platón".